# 前进街道 (三门峡市)
前进街道，是中华人民共和国河南省三門峽市湖滨区下辖的一个乡镇级行政单位。

## 行政区划
前进街道下辖以下地区：
和平社区、器材社区、六楼社区、建西社区、友谊社区、水文社区、量仪社区、棉纺社区和二印社区。